# 繼程法師
繼程法師（1955年5月7日—），俗名周明添，馬來西亞佛教法師。

## 生平
釋繼程，一九五五年出生於馬來西亞霹靂州太平，俗名周明添，父周萬發，母陳梅花。高中畢業於太平華聯國中，畢業後教小學，服務於太平佛青團、太平佛教會、及馬佛青總會霹靂州聯委會。
一九七八年依止馬來西亞三慧講堂竺摩法師出家，法名繼程，字號文錦。同年赴台灣台北松山寺受具足戒，三師和尚為印順導師、演培法師與真華法師，並於中國佛教研究院研究部進修佛學，期間曾親近當代大德印順導師、星雲法師、陳慧劍居士等，後於法鼓山創辦人聖嚴法師門下修習禪法。曾於返回馬來西亞後閉關一千日。
1985年親受法鼓山創辦人 聖嚴法師傳授禪宗臨濟宗第五十八代法脈，賜法名傳顯、字號見密，正式成為聖嚴法師的第一位法子。
2005年，聖嚴法師宣布創立「中華禪法鼓宗」，正式成為法子，並賜予法名果繼、字號正程。
2022年4月8日於法鼓文理學院15週年校慶典禮，受頒發「名譽博士學位」。

## 作品
法師以從筆名有摩提、塵僧、茶僧、閒僧等事佛教文學創作，著作包括散文、論文、講記等等約五十種，也創作佛曲，如〈無盡燈〉、〈禪燈〉、〈悲欣交集──圓滿弘一〉、〈海潮匯〉等歌詞近百首。而著名音乐制作人兼母校同班同学周金亮也有和法师时常合作，法师负责写词，周金亮负责谱曲，并且交由歌手演唱，制作成辑。

### 著作
| 一、個人著作                        | |
| 書 目                               | 年 份                                                                                               |
| 1 《一代人天師範》                  | 1981（初版）1989（十方版）2004（自在音樂舞台版）                                                    |
| 2 《如夢集》（佛教文學）            | 1985                                                                                                |
| 3 《纏》（佛教文學）                | 1986                                                                                                |
| 4 《佛國楞伽記》（佛國遊記）        | 1988                                                                                                |
| 5 《緣》（佛教文學）                | 1988                                                                                                |
| 6 《請來探索》（答問信箱）          | 1988                                                                                                |
| 7 《人生佛教概論》                  | 1989                                                                                                |
| 8 《談經說論話人生》                | 1989                                                                                                |
| 9 《出家情》（佛教文學）            | 1989                                                                                                |
| 10 《筏》（佛教文學）               | 1990                                                                                                |
| 11 《心經的智慧》                   | 1990（法鼓版2010）                                                                                  |
| 12 《六妙門講記》                   | 1991（法鼓版2009）                                                                                  |
| 13 《悠然》（佛教文學）             | 1991                                                                                                |
| 14 《禪話綿綿》（佛教文學）         | 1992                                                                                                |
| 15 《小止觀講記》                   | 1992（法鼓版2008）                                                                                  |
| 16 《花花世界》（佛教文學）         | 1993（法鼓版2009）（大陸版2009）                                                                    |
| 17 《翱翔佛法太虛》（佛教文學）     | 1995                                                                                                |
| 18 《生命的感恩》 1995              | 1995                                                                                                |
| 19 《建設大馬佛教》                 | 1996                                                                                                |
| 20 《朵朵蓮開清涼地》（佛七開示錄） | 1996                                                                                                |
| 21 《春在枝頭》（靜七開示錄）       | 1997（台）1998（馬）1999（港）2003（馬修訂版） （法鼓版2010）《心的鍛煉》 (大陸版2011) 《心的鍛煉》 |
| 22 《喫茶處》（佛教文學）           | 1997                                                                                                |
| 23 《笑吟人生》（佛教文學）         | 1998                                                                                                |
| 24 《淨行品講錄》                   | 1999（法鼓版2009）                                                                                  |
| 25 《佛法‧僧信》                    | 2000                                                                                                |
| 26 《禪燈》                         | 2000                                                                                                |
| 27 《爾然小品》                     | 2000（法鼓版2010）                                                                                  |
| 28 《僧伽靜七開示》（靜七開示錄）   | 2000                                                                                                |
| 29 《船到橋頭》 （小品）            | 2001（法鼓版2011）                                                                                  |
| 30 《百法明門論講錄》               | 2001（法鼓版2009）                                                                                  |
| 31 《佛心禪緣》                     | 2002                                                                                                |
| 32 《只是我聞》                     | 2002                                                                                                |
| 33 《活水源頭》                     | 2003                                                                                                |
| 34 《點滴心頭》                     | 2004                                                                                                |
| 35 《頭頭是道》                     | 2004                                                                                                |
| 36 《百尺竿頭》                     | 2004                                                                                                |
| 37 《生命的感恩（二）》             | 2005                                                                                                |
| 38 《頭上安頭》                     | 2005                                                                                                |
| 39 《話盡山雲海月情》               | 2005                                                                                                |
| 40 《提起話頭》                     | 2006                                                                                                |
| 41 《閑事心頭》                     | 2006                                                                                                |
| 42 《默照話頭》                     | 2007                                                                                                |
| 43 《春在枝頭（二）》               | 2007 (法鼓版2011)《練心工夫－－精進禪修指引》                                                       |
| 44 《紅塵回頭》                     | 2008                                                                                                |
| 45 《冷暖心頭》                     | 2008                                                                                                |
| 46 《棒喝當頭》                     | 2009                                                                                                |
| 47 《默照話頭》                     | 2010                                                                                                |
| 48 《喜上心頭》                     | 2010                                                                                                |
| 49 《日日好日》                     | 2010（法鼓版2011）                                                                                  |
| 50 《六門教授習定論講錄》           | 2011 (法鼓版2012)《禪修指要－－六門教授習定論講錄》                                                 |
| 51 《何處盡頭》                     | 2011                                                                                                |
| 52 《春在枝頭（三）》               | 2011                                                                                                |
| 53 《分水嶺頭》                     | 2012                                                                                                |

| 二、小冊子                        |
| 1 《為什麼要學佛》                |
| 2 《修學禪定的基本條件》          |
| 3 《佛教價值觀念》                |
| 4 《學佛初步》                    |
| 5 《青少年與學佛》                |
| 6 《當個好佛青領袖》              |
| 7 《如何修行佛法》                |
| 8 《拜佛與修行》                  |
| 9 《話盡山雲海月情》              |
| 10 《建立共同理念，佛青邁向未來》 |

| 三、譯著                    |
| 1 《佛心眾生心》 聖嚴禪師著 |

| 四、合集                   |
| 1 《印度佛教朝聖專輯》     |
| 2 《佛教與華人文化》       |
| 3 《為大馬佛教開拓新境界》 |
| 4 《佛法的人本思想》       |
| 5 《佛教與文藝》           |
| 6 《文化、宗教、華社》     |
| 7 《三人行》               |

| 五、編輯                               |
| 1 《靜七夢痕》（靜七心得）             |
| 2 《佛七之旅》（佛七心得）             |
| 3 《靜七心影》（靜七心得）             |
| 4 《潮音淚痕》（靜七心得）             |
| 5 《細水長流》（精進靜七心得）         |
| 6 《大馬佛教研究（一）、（二）》       |
| 7 《妙雲選輯（上編）》                 |
| 8 《馬佛青總會十五週年紀念特刊》       |
| 9 《尋牛的道跡》（加行靜七開示及心得） |

### 歌曲
- Danny许佳麟《放松了》（作词）
- 《感恩》 （詞：釋繼程法師；曲：程作彬）
- 《慧灯普照》（词：釋繼程法师  曲：周金亮  编曲：饶毅祥）
- 《慧灯普照》（词：釋繼程法师  曲/编曲：张平福）

### 和周金亮合作的专辑
- 《妈妈是菩萨》